# Muellerargia
Muellerargia — рід квіткових рослин родини гарбузових.
Його рідним ареалом є Мадагаскар, а також південна та східна Малезія до північної Австралії. Він зустрічається на острові Різдва, Яві, Малих Зондських островах, Мадагаскарі, Малукських островах, Новій Гвінеї, Квінсленді, Сулавесі та Західній Австралії.
Назва роду Muellerargia — на честь Йоганнеса Мюллера Арговіенсіса (1828–1896), швейцарського ботаніка, фахівця з лишайників. Він був вперше описаний і опублікований в A.L.P.P.de Candolle & A.C.P.de Candolle, Monogr. Phan. Vol. 3. P. 630. 1881.

## Види
За словами Кью:
- Muellerargia jeffreyana Keraudren
- Muellerargia timorensis Cogn.